# ミーコラス・ロメリス大学
ミーコラス・ロメリス大学（リトアニア語: Mykolo Romerio universitetas、略称: MRU）は、リトアニアの首都ヴィリニュスにある国立大学。2004年に設立。大学の名称は、リトアニアの法学者、裁判官で、リトアニア共和国憲法の父と呼ばれる、ミーコラス・ロメリスに由来する。
ミーコラス・ロメリス大学はリトアニアでヴィリニュス大学に次いで2番目の規模を誇る大学で、2009〜2010年度は21000人の学生が在籍している。

## 歴史
- 2004年10月28日 - リトアニア共和国セイマス（国会）が「リトアニア法科大学の名称変更とミーコラス・ロメリス大学制定法の承認」を決議。 (No. IX-2515)
- 2004年12月16日 - ミーコラス・ロメリス大学理事会が満場一致でアルヴィーダス・プンプティス教授を学長に選出。 (No. 1SN-9)
- 2009年7月23日 - リトアニア共和国セイマスが、新しくミコーラス・ロメリス大学制定法を承認。 (No. XI-411)
- 2009年7月23日にセイマスで承認された制定法と、10月6日の大学理事会での決議 (No. 1SN-10) にもとづき、ミーコラス・ロメリス大学が設立
- 2013年4月23日、アジア・センターがオープンした[2]。

## 組織
大学には6つの学部と40の学科があり、70以上のコースが用意されている（学部、修士、博士課程）。大学での研究はボローニャ・プロセスの原則にもとづいている。主な研究分野は、法学、行政学、経済学、経営学、心理学、社会福祉、社会政策、社会学、教育学。

### 学部ほか
- 経済経営学部
- 法学部
- 政策管理学部
- 社会政策学部
- 治安学部
- 社会情報科学部
- 人文科学研究所

### 国際関係
2010年6月24日〜26日、数百人の学長や総長を招待して、国際大学協会 (IAU) の年次総会「グローバリゼーションの時代における高等教育の倫理と価値観：学問が果たす役割とは」がミーコラス・ロメリス大学のキャンパスで開催された。この総会は国際大学協会がミーコラス・ロメリス大学と共同で開催した。
2003年9月16日、ミーコラス・ロメリス大学は大学大憲章 (Magna Charta Universitatum) に署名した。
ミーコラス・ロメリス大学は200を超える海外の大学や研究所と連携している。また、国際大学協会 (IAU) 、欧州大学協会 (EUA) 、欧州法学部協会 (ELFA) 、欧州国際教育協会 (EAIE) 、経済協力開発機構高等教育機関管理プログラム (OECD IMHE) の正会員でもある。
また、ミーコラス・ロメリス大学には、英語の修士課程プログラム（EU政策管理、情報工学法、国際法、EU法、福祉社会学）や英語の学部プログラム（心理学）もある。英語、ドイツ語、フランス語による165の授業が留学生を対象に開講されており、留学生は欧州単位互換制度 (ECTS) の単位を取得することができる。

### 社会との関わり
経済学部で行われている若手投資家養成特別講義や法学部での若手法律家養成特別講義は、特に中高生の間で人気である。

### 研究所
ミーコラス・ロメリス大学は以下の研究所を設立している。
- 法医学研究所
- リトアニア行政学研究所